# 冯子都
冯殷（？—前66年），字子都，西汉长安（今陕西西安）人，霍光的监奴（管家奴），即掌管家务的奴仆。
霍光执政时，冯子都因受主人宠幸，常参与计事，朝廷百官都争相和他交结，卑身服事。冯子都视丞相如同虚设。霍光死後，其妻霍显寡居，冯子都与她通奸。前66年，冯子都参与霍禹等谋反案，被处死。后世以借冯子都指为非作歹的权门奴才。唐朝李益《金吾子》诗：“绣帐博山炉，银鞍冯子都。”